# Anilocra alloceraea
Anilocra alloceraea är en kräftdjursart som beskrevs av Koelbel 1879. Anilocra alloceraea ingår i släktet Anilocra och familjen Cymothoidae. Inga underarter finns listade i Catalogue of Life.